# Kangoeroewoning

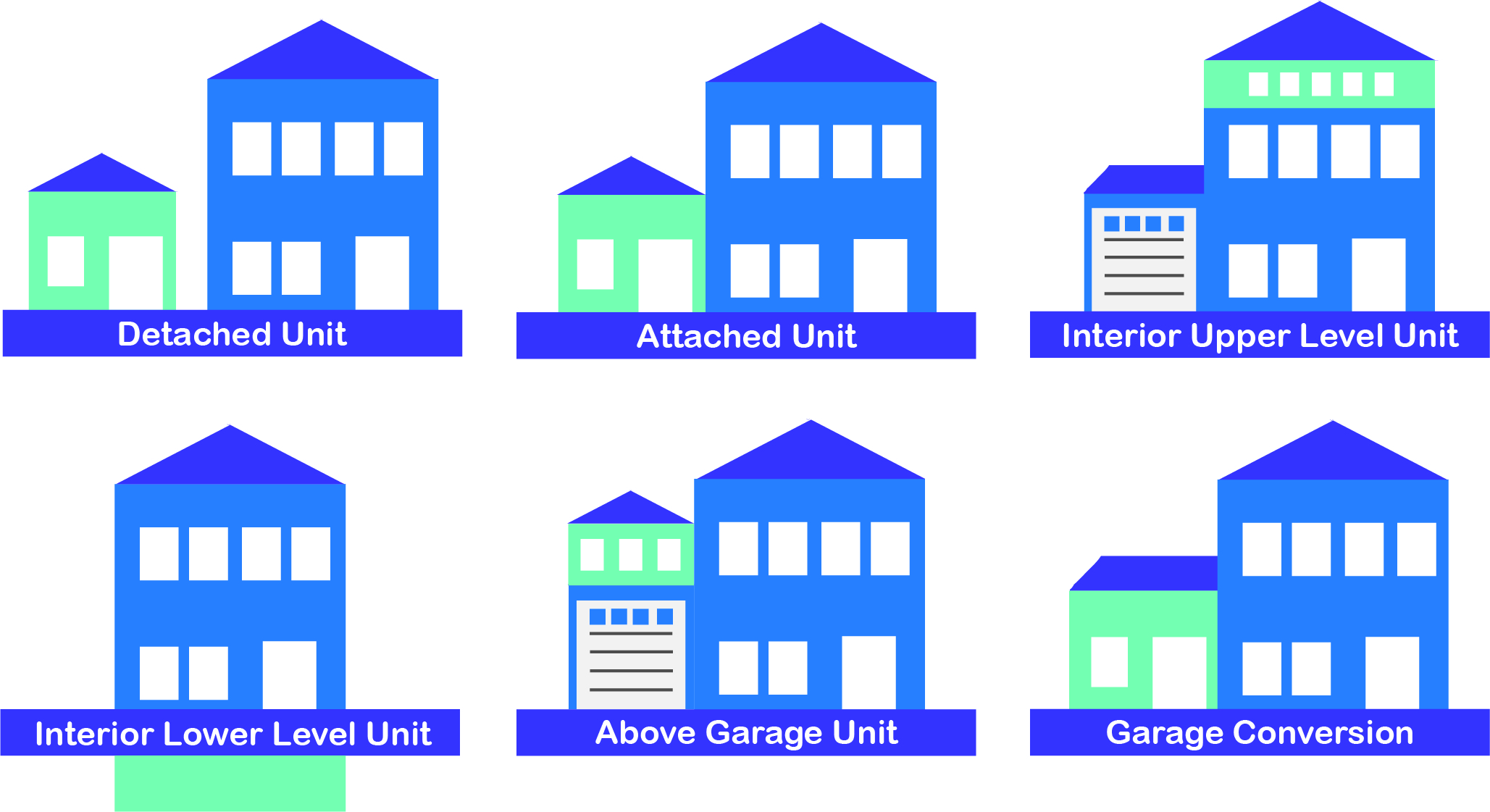
Enkele voorbeelden van kangoeroewoningen.

Een kangoeroewoning is een duplexwoning die specifiek is ontworpen of gebruikt voor de huisvesting van een tweede, kleiner gezin. Meestal is de kern een bestaande, grotere gezinswoning (“de kangoeroe”). Bij of in die woning wordt een kleinere wooneenheid gemaakt, “de buidel”. De bekendste vorm van kangoeroewonen is de zorgwoning voor een “inwonende” oudere of hulpbehoevende persoon. Maar kangoeroewonen kan in principe ook met elk familielid, een kennis of zelfs een buitenstaander, die eventueel kleinere diensten verleent zoals oppas of lichte huishoudhulp. 
Een eengezinswoning omvormen of (ver)bouwen tot een meergezinswoning is echter niet overal toegelaten. Bovendien heb je doorgaans een bouwvergunning nodig als de bestaande woning wordt vergroot of structureel gewijzigd. In Vlaanderen is voor een eenvoudige zorgwoning zonder bouwwerken geen vergunning vereist; een melding volstaat. 
Volgens de Vlaamse Codex Wonen veronderstelt “gemeenschappelijk wonen” de volgende kenmerken:
- een gebouw of gebouwencomplex dat wonen als hoofdfunctie heeft en bestaat uit meerdere woongelegenheden
- waarbij minimaal 2 huishoudens op vrijwillige basis minimaal 1 leefruimte delen
- daarnaast over minimaal 1 eigen private leefruimte beschikken
- en de bewoners gezamenlijk instaan voor het beheer.[2]